# Xi Virginis
Xi Virginis (2 Virginis) é uma estrela na direção da constelação de Virgo. Possui uma ascensão reta de 11h 45m 17.00s e uma declinação de +08° 15′ 29.4″. Sua magnitude aparente é igual a 4.84. Considerando sua distância de 119 anos-luz em relação à Terra, sua magnitude absoluta é igual a 2.02. Pertence à classe espectral A4V.